# Mérida (stát)
Mérida je jeden ze 23 spolkových států Venezuely. Má rozlohu 11 300 km² a žije v něm 828 592 obyvatel. Hlavním městem státu je Mérida. Z hlediska rozlohy i populace je Mérida spíše středně velkým až menším venezuelským státem.  